# 구로코마노 가쓰조
쿠로코마노 카츠조(일본어: 黒駒 勝蔵: 덴포 3년(1832년)-메이지 4년 음력 10월 14일(서기력 1871년 11월 26일)?)는 막말의 야쿠자, 노름꾼이며 존황양이지사다. 본명은 코이케 카츠조(일본어: 小池 勝蔵).